# Sędzice (Łódź)
Pour les articles homonymes, voir Sędzice.
Sędzice est une localité polonaise de la gmina de Wróblew, située dans le powiat de Sieradz en voïvodie de Łódź.